# Guillaume Thévenot
Pour les articles homonymes, voir Thévenot.
Guillaume Thévenot, né le 13 septembre 1993 à La Garenne-Colombes, est un coureur cycliste français.

## Biographie

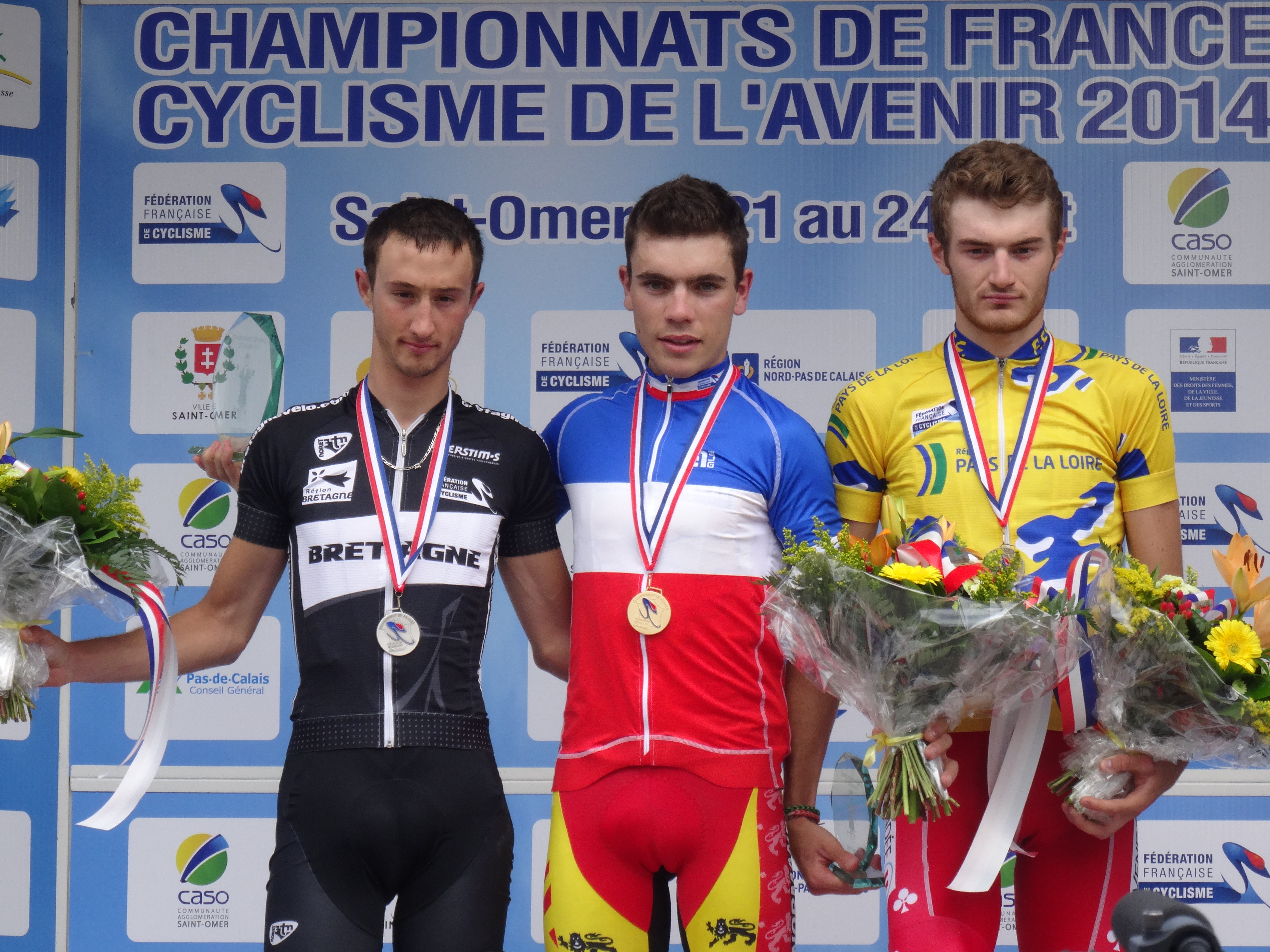
David Cherbonnet (2e), Jérémy Leveau (1er) et Guillaume Thévenot (3e) lors des championnats de France espoirs sur route 2014.

Guillaume Thévenot commence le vélo en catégorie pupilles au Parisis Athlétic Club 95 (PAC95). À dix-sept ans, il intègre la section sports études du lycée de la Roche-sur-Yon, qui constitue le réservoir du club Vendée U.

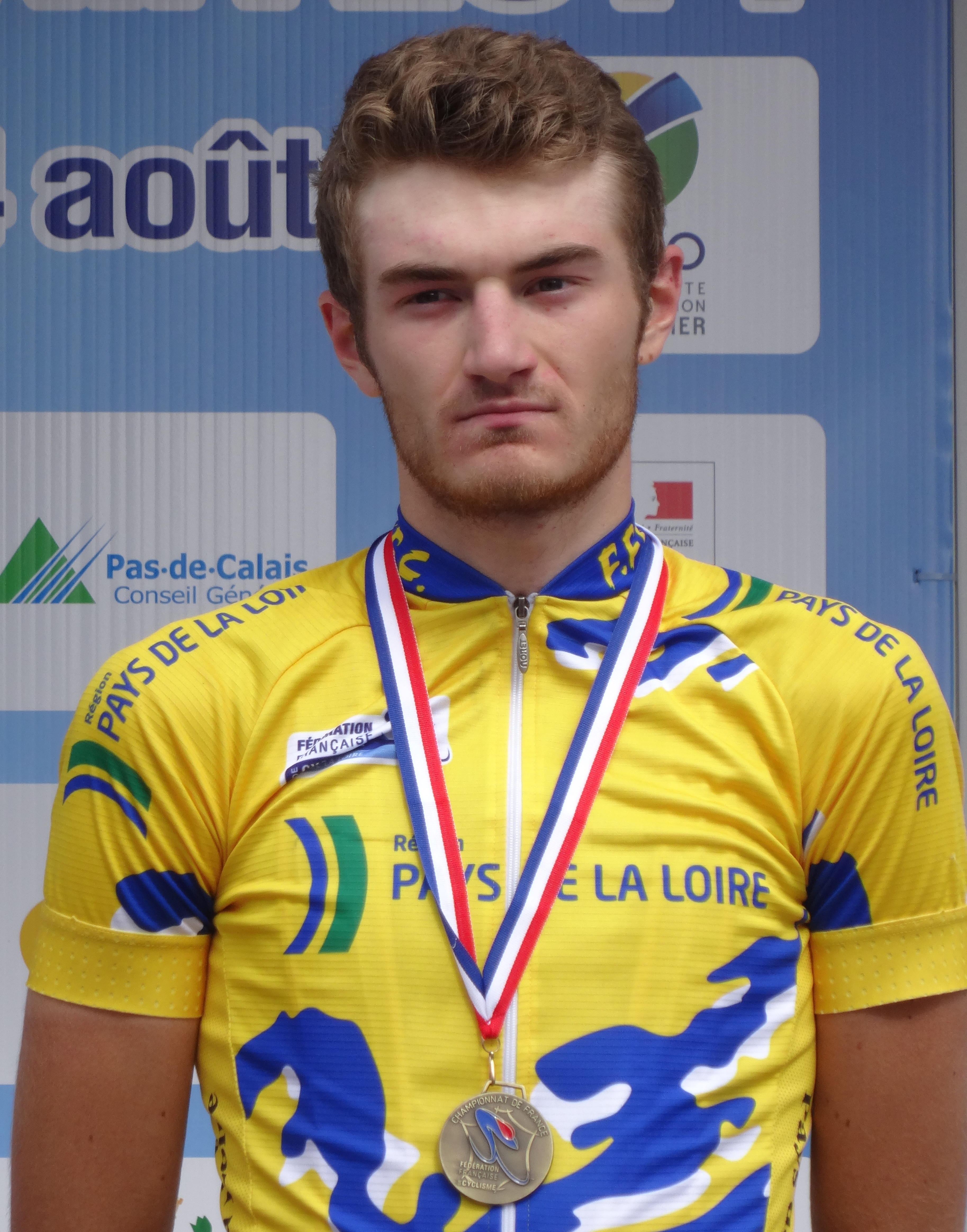
Guillaume Thévenot arborant sa médaille de bronze à l'issue du championnat de France sur route espoirs 2014 à Saint-Omer.

En 2012, Guillaume Thévenot est engagé par Vendée U, réserve de l'équipe professionnelle Europcar. Le 28 juin 2014, Jean-René Bernaudeau qu'il passera professionnel en compagnie de Julien Morice à compter du 1er janvier 2015 pour les saisons 2015 et 2016.
En octobre 2014, Guillaume Thévenot est opéré au genou afin d'apaiser des douleurs qui se manifestaient en début de course. Fin novembre, une voiture le percute à l'entraînement et le laisse pour mort.

### Carrière professionnelle
Il reprend la compétition le 26 avril 2015 en effectuant ses débuts professionnels lors de la Roue tourangelle. Le 3 mai, il termine 23e du GP de la Somme. Le 15 août, il se blesse à nouveau au genou en chutant lors de l'Arctic Race of Norway et doit renoncer aux championnats de France espoirs, son objectif de la saison. Il clôt ainsi cette première saison professionnelle avec seulement quinze jours de course. 
Il commence sa deuxième saison au sein du peloton professionnel sur les routes de La Méditerranéenne. Le 17 avril, il se classe 17e du Tro Bro Leon. Début mai, il est aligné sur les Quatre Jours de Dunkerque où son coéquipier Bryan Coquard remporte trois étapes et se classe deuxième du classement général. Au terme de la saison, il n'est pas conservé au sein de l'équipe. 
Il rejoint le CC Nogent-sur-Oise pour la saison 2017. Lors de sa deuxième course de l'année, le Tour du Loir-et-Cher, il est victime d'une chute et se fracture l'avant-bras. Le 18 juillet, il termine 8e du Circuit des Matignon. Le lendemain, il est à nouveau renversé par un automobiliste. Cet accident aggrave sa tachycardie, pour laquelle il doit subir une opération chirurgicale. Il met alors un terme à sa carrière,. 
Autorisé par les médecins à reprendre la compétition, il revient au CC Nogent-sur-Oise en 2018, sans toutefois faire partie de l'effectif de Division Nationale 1 du club. En avril, il est néanmoins aligné sur le Tour de Bretagne.

### Reconversion
En septembre 2017, il intègre Dagg Distribution en tant que technico-commercial. À partir de mai 2018, il occupe ce poste chez BH Bikes, qu'il quitte en décembre 2019. Prévoyant de racheter un magasin de vélo, il est freiné dans son projet par la pandémie de Covid-19 et retrouve un poste de technico-commercial chez Campagnolo France.

## Palmarès
- 2011
  - 2e du Tour du Morbihan Juniors
  - 2e du Chrono des Nations Juniors
- 2012
  - Classement général du Saint-Brieuc Agglo Tour
  - 3e du Souvenir Denis-Daviet
  - 3e du Circuit des Deux Provinces
- 2013
  - 2e étape du Circuit des plages vendéennes
  - Nantes-Segré
  - Grand Prix de Meaux
  - 3e étape du Tour de Seine-Maritime (contre-la-montre par équipes)
  - 2e des Boucles catalanes
  - 3e du Tour de Mareuil-Verteillac-Ribérac
  - 3e du Souvenir Vincent-Moreau
  - 3e du championnat de France sur route espoirs
- 2014
  - Boucles du Val d'Oust et de Lanvaux
  - 4e étape de la Ronde de l'Isard d'Ariège (contre-la-montre par équipes)
  - 3e étape du Tour de Seine-Maritime (contre-la-montre par équipes)
  - 2e du championnat du Pays de la Loire
  - 2e du Souvenir Vincent-Moreau
  - 2e du Tour de Seine-Maritime
  - 3e des Boucles Talmondaises
  - 3e du Souvenir Denis-Daviet
  - 3e du championnat de France sur route espoirs
- 2019
  - Nocturne d'Aubervillers
  - 3e du championnat d'Île-de-France du contre-la-montre

## Classements mondiaux
| Année           | 2013 | 2014 | 2015 |
| --------------- | ---- | ---- | ---- |
| UCI Europe Tour | 730e | 868e | nc   |